# Делла Торре, Леонардо
Леонардо делла Торре (итал. Leonardo Della Torre; Генуя, 1570 — Генуя, 1651) — дож Генуэзской республики.

## Биография
Выходец из Генуи. В молодости получил должность в одном из генуэзских магистратов. За проявленные качества дипломата он, вместе с другими генуэзскими представителями, был ответственным за прием в Генуе кардинала Франческо Сфорца на его пути в Рим.
В 1618 году он был избран в высший государственный орган, Синдикаторий, который имел целью оценку эффективности работы дожа, и в течение четырех ближайших лет служил сенатором Республики. В тот же период он возглавлял посольство к папе Урбану VIII.

### Правление
30 июня 1631 года Леонардо был избран Великим Советом на пост дожа, сотого в республиканской истории.
Его правление в генуэзских летописях главным образом отмечено мирными переговорами, которые начались с герцогством Савойским в лице герцога Виктора Амадея I, а также прибытием по этому поводу в Геную посла испанской короны кардинала Фердинанда Австрийского, который поселился в поместье семьи Дориа в Фассоло.
Мандат Леонардо истек 30 июня 1633 года, до своей смерти в 1651 году он продолжал служить государству на официальных постах. Умер в Генуе 16 августа, его тело было похоронено ныне не существующей церкви Сан-Доменико.
Был женат на Антонии Инвреа.